# Caruthersville
Caruthersville és una població dels Estats Units a l'estat de Missouri. Segons el cens del 2000 tenia 6.760 habitants.

## Demografia
Segons el cens del 2000, Caruthersville tenia 6.760 habitants, 2.643 habitatges, i 1.723 famílies. La densitat de població era de 498,1 habitants per km².
Dels 2.643 habitatges en un 35,8% hi vivien nens de menys de 18 anys, en un 40% hi vivien parelles casades, en un 21,2% dones solteres, i en un 34,8% no eren unitats familiars. En el 30,8% dels habitatges hi vivien persones soles el 14,7% de les quals corresponia a persones de 65 anys o més que vivien soles. El nombre mitjà de persones vivint en cada habitatge era de 2,53 i el nombre mitjà de persones que vivien en cada família era de 3,17.
Per edats la població es repartia de la següent manera: un 32,8% tenia menys de 18 anys, un 9,6% entre 18 i 24, un 24,7% entre 25 i 44, un 19,3% de 45 a 60 i un 13,6% 65 anys o més.
L'edat mediana era de 31 anys. Per cada 100 dones de 18 o més anys hi havia 79,8 homes.
La renda mediana per habitatge era de 19.601 $ i la renda mediana per família de 23.454 $. Els homes tenien una renda mediana de 25.821 $ mentre que les dones 17.434 $. La renda per capita de la població era de 12.034 $. Entorn del 28,1% de les famílies i el 35,7% de la població estaven per davall del llindar de pobresa.

## Poblacions més properes
El següent diagrama mostra les poblacions més properes.